# Stefan Świderski
Stefan Świderski (ur. 1895, zm. 17 grudnia 1978 w Londynie) – polski nauczyciel, kurator okręgu szkolnego lwowskiego, wojewoda nowogródzki (1932-1935)

## Życiorys
Uzyskał stopień naukowy doktora. Nauczyciel matematyki, inspektor szkolny w Wilnie i kurator lwowskiego okręgu szkolnego. Był seniorem honorowym Polskiej Korporacji Akademickiej „Fidelia Leopoliensis”, założonej w 1930. Od 8 września 1932 do 2 grudnia 1935 sprawował urząd wojewody nowogródzkiego (do 1933 jako p.o. wojewody). Od 16 kwietnia 1936 był dyrektorem naczelnym Ubezpieczalni Społecznej we Lwowie.
W 1938 został odznaczony Złotym Krzyżem Zasługi.
W czasie II wojny światowej był dyrektorem Junackiej Szkoły Kadetów na Środkowym Wschodzie, a później dyrektorem Gimnazjum Polskiego w En Kerem k. Jerozolimy. Po zakończeniu wojny pozostał na uchodźstwie w Wielkiej Brytanii. Pracował przez wiele lat w Cracovia Book Company Ltd. i należał do założycieli księgarni Cracovia Distribution Services. Autor podręczników dla szkół średnich z dziedziny matematyki i astronomii.